# Hérault (folyó)
Az Hérault (ejtsd: éro) folyó Franciaország déli részén, Okcitánia (korábban Languedoc-Roussillon) régióban. 

## Ismertetése
A Cévennek déli részén, az 1565 m magas Aigoual-hegy lábánál, 1228 m tengerszint feletti magasságban ered, Gard és Lozère megye határán. Vízgyűjtő területe 2500 km², ebből 2100 km² Hérault megyéhez tartozik.
Kezdetben Gard megyében folyik délkelet, majd dél felé. Déli, délnyugati irányba végigfolyik Hérault megyén és Agde-nál, pontosabban annak Le Grau-d’Agde nevű városrészénél ömlik a Földközi-tengerbe. Hossza 148-150 km. A folyót a hideg évszakban nagy vízhozam, nyáron nagyon alacsony vízszint, tavasszal és ősszel pedig hirtelen és heves áradások jellemzik.

### Négy szakasza

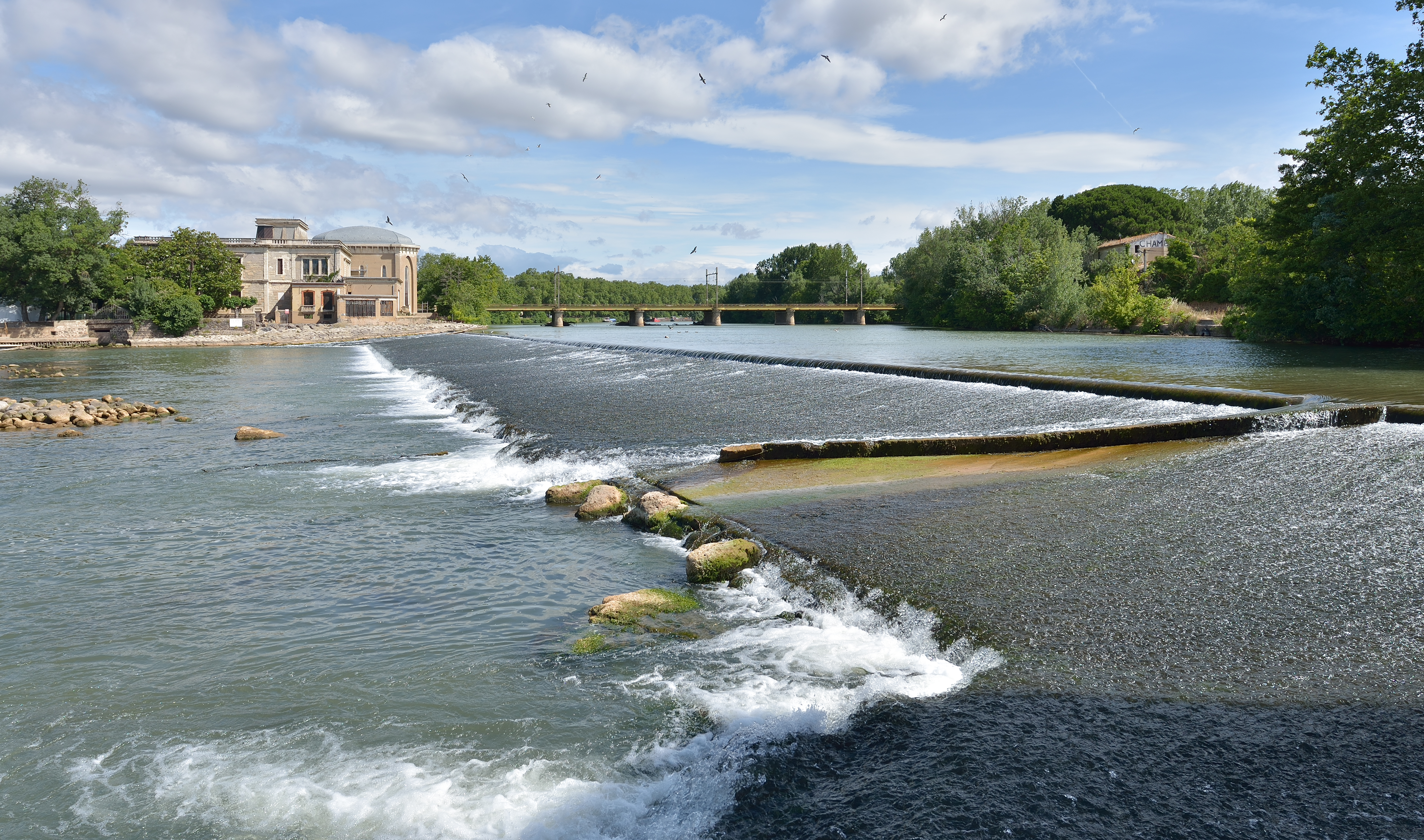
A folyó Agde-nál, a távolban a vasúti híddal

Az Hérault völgyét négy szakaszra lehet osztani.
Északon, Gard megyében a Cévennek meredek, erdővel borított hegyoldalai között kanyarog, itteni jelentősebb mellékfolyója az Arre. Alig hagyja el Ganges-nál (már Hérault megyében) a Cévenneket, a folyó – és itteni mellékfolyója, a Vis is – szurdokvölgyekben (gorges de l'Hérault) vágja át magát a mészkőfennsíkokon. Vad folyása Laroque-tól több mint 25 km-en át tart, mielőtt Aniane községnél, a pont du Diable híd után megszelidül.
Eddig tart az első, kb. 80 km-es szakasz. A vízgyűjtő területnek ez a része a legcsapadékosabb (a magasságtól függően 1000-2000 mm/év), itt keletkeznek a folyó hirtelen, nagy áradásai.
A középső szakasz jelentős jobb oldali mellékfolyója, a Lergue Gignac alatt, Canet-nál éri el a folyót. A Lergue völgyének jellegzetessége a permi üledékes kőzetek egy vasoxid tartalmú fajtája, itteni nevén a ruffe, amely a táj általános vörös színét adja. A vidéket a Salagou-tó (víztározó) jelenléte és a a folyó völgyében kialakult szőlőtermesztés jellemzi. Az alsó szakasz (Paulhan és Saint-Thibéry között) három mellékfolyója a Boyne, a Peyne és és a Thongue. Itt a folyó esése már nagyon csekély, a csapadék mennyisége éves átlagban már csak 600-800 mm, a déli legalsó szakaszon még kevesebb. 
Bessantól az utolsó 12 km-es szakasz hajózható. Ezen a részen a folyót a Canal du Midi (Déli-csatorna) keresztezi, amit zsilipeléssel oldanak meg; az Hérault vizének egy részét a Canal du Midi használja. Agde-tól a torkolatig egy tengeri csatorna épült, mint a Földközi-tengerbe ömlő más folyóknál is, amelyet halászati és vitorláshajók használnak.

## Mellékfolyók

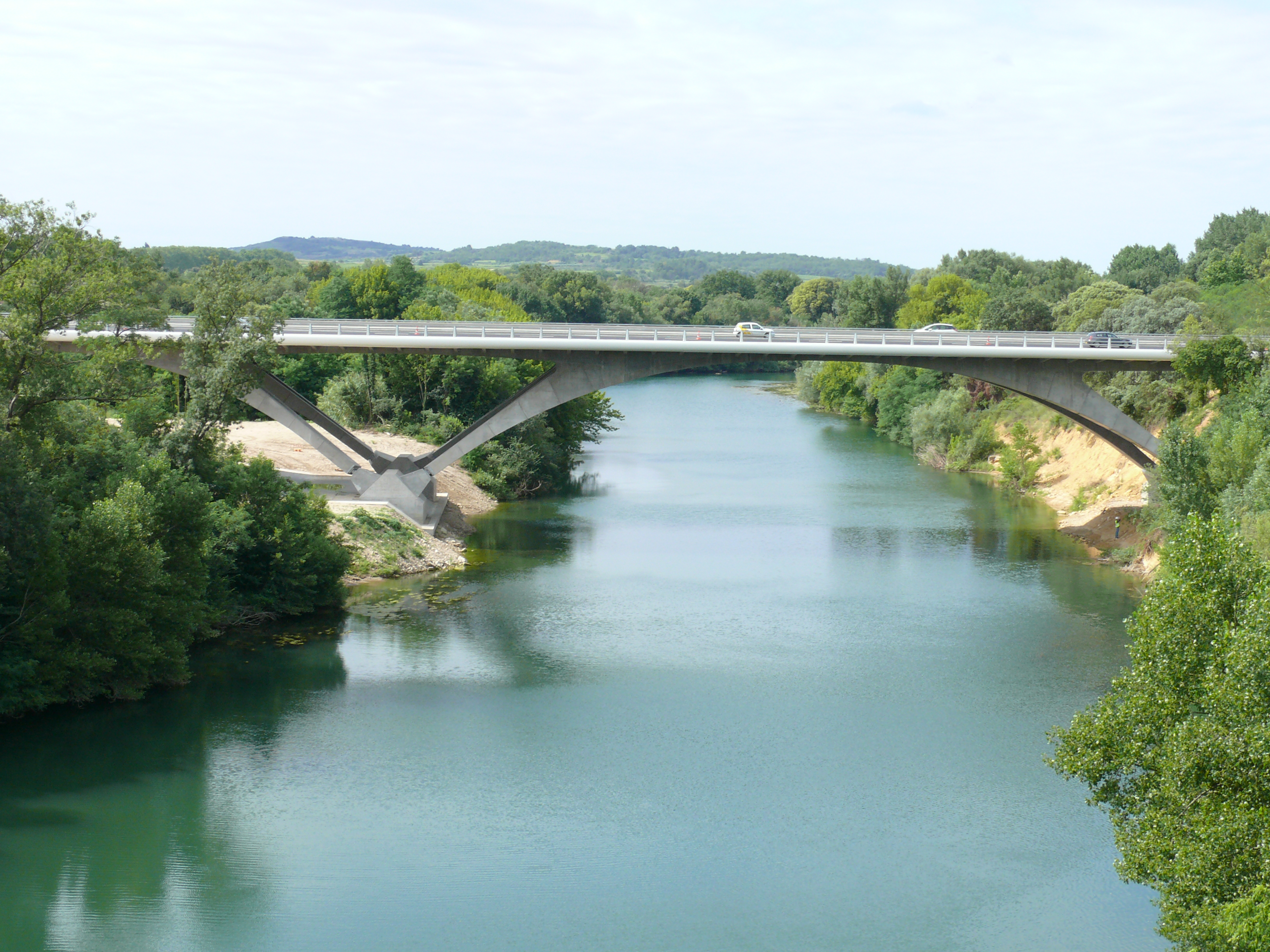
Az A750-es út hídja Gignac mellett (Pont du Languedoc)

Jelentősebb mellékfolyói a forrástól lefelé: 
Arre (24 km), Vis (58 km), Rieutord (26 km), Lergue (45 km), Boyne (25 km), Peyne (33 km), Thongue (33 km). A Rieutord kivételével mind a jobb parton ömlenek a folyóba.

## Közlekedés
A vízgyűjtő terület legfontosabb közútja az A75-ös (Méridienne nevű), észak-déli irányú Clermont-Ferrand–Béziers autópálya, mely itt részben a Lergue völgyét követve halad dél felé. Ebből Clermont-l’Hérault mellett, Ceyras-nál indul ki kelet felé a Montpellier-be vezető (Hérault nevű) A750-es autóút. Hídja, a Pont du Languedoc Gignac-nál ível át a folyón, 100-200 m-re az 1770-es években épült, de csak 1810-ben befejezett, jelenleg is használatban lévő kőhídtól.